# Połom (Złatna)
Połom (słow. Polom, 973 m) – mało wybitne wzniesienie tuż po południowo-zachodniej stronie przełęczy Bory Orawskie w Grupie Pilska w Beskidzie Żywiecko-Orawskim (Beskidy Orawskie na Słowacji). Według słowackiej mapy szczyt ma wysokość 973 m i znajduje się na słowackiej stronie. Przebiega przez niego Wielki Europejski Dział Wodny między zlewiskami Bałtyku i Morza Czarnego, granica polsko-słowacka natomiast przebiega nieco poniżej szczytu, po jego zachodniej stronie.
Połom to mało wybitny i niemal całkowicie zalesiony wierzchołek w granicznej grani między przełęczą Bory Orawskie i przełęczą Glinka. Pod jego wierzchołkiem po polskiej stronie znajduje się niewielka polanka. Z należącego do miejscowości Złatna osiedla Huta prowadzi do niej droga leśna. Przez Połom i granicznym grzbietem prowadzą dwa znakowane szlaki turystyczne.
Znajduje się w granicach wsi Złatna w województwie śląskim, w powiecie żywieckim w gminie Ujsoły.

## Szlaki turystyczne
Trzy Kopce – Bory Orawskie – Połom – Wielki Groń – Gruba Buczyna – Krawców Wierch – Bacówka PTTK na Krawcowym Wierchu – Glinka
  słowacki szlak graniczny